# Mostkowo (Łukta)
Mostkowo (deutsch Brückendorf) ist ein Ort in der polnischen Woiwodschaft Ermland-Masuren. Er gehört zur Gmina Łukta (Landgemeinde Locken) im Powiat Ostródzki (Kreis Osterode in Ostpreußen).

## Geographische Lage
Mostkowo am Westufer der Passarge (polnisch Pasłęka) liegt im Westen der Woiwodschaft Ermland-Masuren, 20 Kilometer nordöstlich der Kreisstadt Ostróda (deutsch Osterode in Ostpreußen).

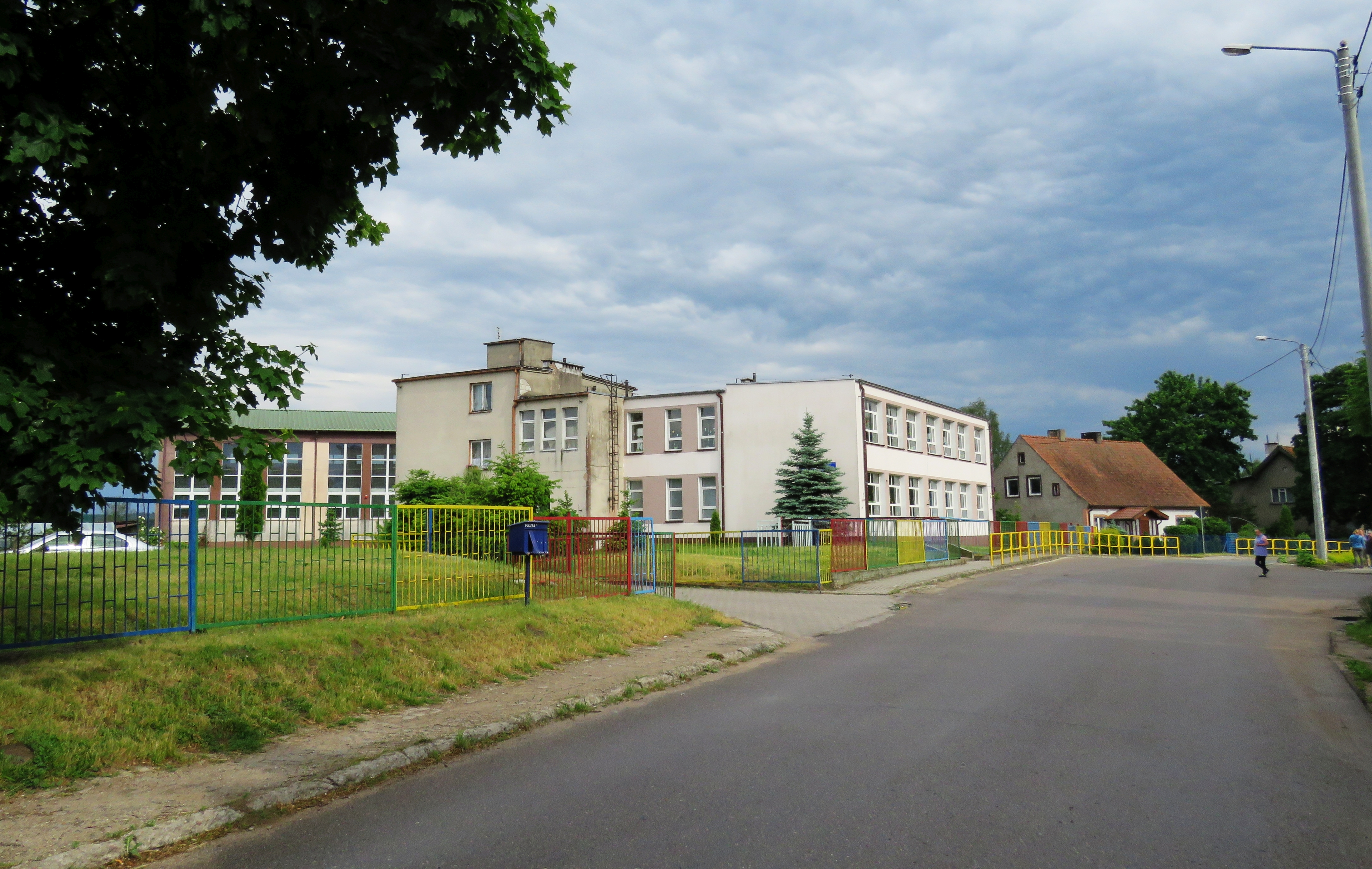
Grundschule in Mostkowo

## Geschichte

### Ortsgeschichte
Das Jahr 1384 ist das Gründungsjahr von Brückendorf.
Im Jahre 1910 waren 487 Einwohner in Brückendorf gemeldet. Im Jahre 1928 wurde der Amtsbezirk Ziegenberg (1926 bis 1945 Schönhausen, polnisch Kozia Góra) in „Amtsbezirk Brückendorf“ umbenannt.
Mit den Ortsteilen Friedrichsberg (polnisch Kroninek, nicht mehr existent) und Taubenhof (bis 1921 Abbau Grommelt, auch Gutchen genannt, polnisch Gucin) zählte Bückendorf 1933 insgesamt 467 Einwohner, im Jahre 1939 sogar 494.
In Kriegsfolge musste Brückendorf zusammen mit dem ganzen südlichen Ostpreußen 1945 an Polen übergeben werden. Brückendorf erhielt die polnische Namensform Mostkowo. Der Ort ist heute Sitz eines auch für die Nachbarorte Gucin (Taubenhof, gen. Gutchen) und Maronie (Magergut) zuständigen Schulzenamts (polnisch Sołectwo) und gehört zur Landgemeinde Łukta (Locken) im Powiat Ostródzki (Kreis Osterode in Ostpreußen), bis 1998 der Woiwodschaft Olsztyn, seither der Woiwodschaft Ermland-Masuren zugehörig. Im Jahre 2011 zählte Mostkowo 305 Einwohner.

### Amtsbezirk Brückendorf (1928–1945)
Von der Umbenennung des Amtsbezirks Ziegenberg (polnisch Kozia Góra) gehörten bis 1945 zum Amtsbezirk Brückendorf die Orte:
| Deutscher Name                   | Polnischer Name    |
| -------------------------------- | ------------------ |
| Brückendorf                      | Mostkowo           |
| Luzeinen                         | Lusajny            |
| Magergut (Nord) Magergut (Süd)   | Maronie Chudy Dwór |
| Schönhausen bis 1926: Ziegenberg | Kozia Góra         |

## Kirche
Bis 1945 war Brückendorf in die evangelische Kirche Locken (polnisch Łukta) in der Kirchenprovinz Ostpreußen der Kirche der Altpreußischen Union, außerdem in die römisch-katholische Kirche Neu Kockendorf (polnisch Nowe Kawkowo) eingepfarrt.
Heute gehört Mostkowo zur evangelischen Kirche Łęguty (Langgut), einer Filialkirche von Ostróda (Osterode in Ostpreußen) in der Diözese Masuren der Evangelisch-Augsburgischen Kirche in Polen sowie zur katholischen Kirche in Nowe Kawkowo im Erzbistum Ermland.

## Verkehr

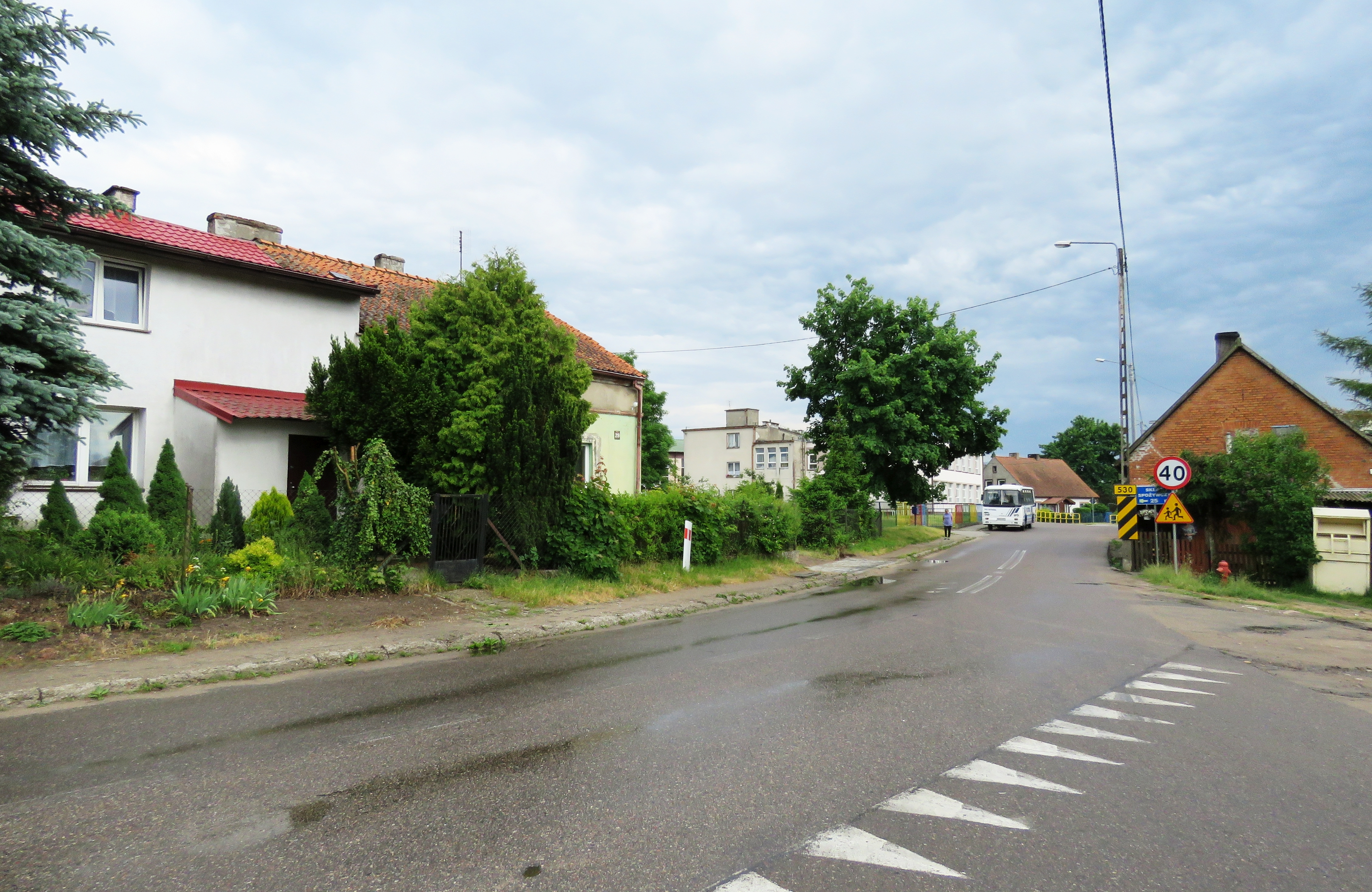
Ortsdurchfahrt Mostkowo der DW 530

### Straßen
Mostkowo liegt an der Woiwodschaftsstraße 530, die von Ostróda (Osterode in Ostpreußen) bis nach Dobre Miasto (Guttstadt) führt. In Mostkowo wird sie von der Kreisstraße (DP) 1203N gekreuzt, die Wilnowo (Willnau) in der Gmina Morąg (Landgemeinde Mohrungen) mit Gutkowo (Götkendorf) in der Gmina Jonkowo (Landgemeinde Jonkendorf) verbindet. Außerdem endet eine von Kozia Góra (Ziegenberg, 1926 bis 1945 Schönhausen) kommende Nebenstraße in Mostkowo.

### Schienen
Durch den Süden von Mostkowo verläuft die Bahnstrecke Olsztyn–Bogaczewo, allerdings ohne Halt. Die nächste Bahnstation ist das wenige Kilometer entfernte und bereits in der Gmina Jonkowo gelegene Dorf Gamerki Wielkie (Groß Gemmern).